# 达洛维夫人
《达洛维夫人》（Mrs. Dalloway）是由弗吉尼亚·伍尔夫在1925年发表的一部长篇意识流小说。
小说描述了主人公克拉丽莎·达洛维在一战后英国一天的生活细节。该小说作为伍尔夫的代表作之一，被美國时代杂志评为1923年－2005年百部最佳英文小说之一。
该小说基于两部短篇《邦德街的达洛维夫人》（Mrs Dalloway in Bond Street）和《首相》（The Prime Minister），故事围绕达洛维夫人筹备一个上流社会派对而展开。读者视角穿梭时间跨度，并穿插于主人公的思维与现实之间，通过对达洛维夫人一天中生活细节的描述，来塑造她一生的经历以及一战前后整个英国社会。

## 情节介绍
一个晴朗的夏日早晨，主人公克拉丽莎·达洛维走在伦敦的街道，为自己晚上的派对采买物品。美好的天气使她想起了自己已逝的青春，以及她年轻时的狂热追随者彼得·沃尔士。她思忖自己当初嫁了可靠达洛维，而不是捉摸不定的沃尔士，是不是一个正确的决定。沃尔士当天从印度返回伦敦来看望她，更让她突然思绪不宁。
同时，在伦敦的另一角是一战退伍军人塞普蒂默斯·史密斯和他的妻子露西亞。史密斯患有无名的狂想症，经常幻见在一战中牺牲的好友伊凡。当权威医师决定对他实行强制隔离治疗时，他跳楼自尽。
达洛维夫人当晚的派对很成功，名流济济。一些难得一见的旧友，那些和她一起经历了成长及年轻的旧友，也到场了，可她却抽不出身来和他们细聊。隔了那么些年，大半辈子，也想不出该说什么好。她在派对上闻知史密斯的自杀事件，心里暗自佩服这种解脱：只有这样才能真正守住自己内心纯粹的快乐吧。

## 写作风格
《达洛维夫人》是典型的意识流小说：所有的思绪，回顾以及现实都发生在六月里的一天；所有的场景都紧密围绕人物的思绪展开。通篇小说，吳爾芙淡化了直接对话与间接对话的差异性，以作者直叙和‘全知性’口吻描述故事的进展。小说记录了二十多个角色的自语和心绪，但着重描述达洛维夫人和史密斯的经历。
由于小说框架与文风上的相似之处，《达洛维夫人》通常被看作是作者对詹姆斯·乔伊斯 的 《尤利西斯》 （Ulysses）的响应。

## 主题

### 女性主義
达洛维夫人是一战后英国社会对女性定义的典型代表：“居家天使”。她接受社会强加的束缚，甚至热切地扮演着自己的角色：政客的太太。小说中的另一位人物， 萨莉·塞顿，年轻时曾是个很独立的女性。她吸雪茄，在走廊里裸跑去拿洗澡用的海绵袋，并发布一些直白，不够淑女的评论。三十多年后，当萨莉再次出现时，她也变成了一个俗套的家庭主妇，嫁着一个有钱的丈夫，生了5个儿子。

### 存在意识
彼得跟踪一个在街上偶遇到女孩子，走了半个小时，然后意识到他不过是在“虚构”自己和那个女孩子之间的关系，就好像“虚构人生中所有那些美好的事情”。通过对人物思维和知觉的描述，作者强调了思绪，而不是真实的事件，对命运的影响。有意见认为，《达洛维夫人》中的许多现实场景都是小说中人物思绪的实现。
虽然体弱，达洛维夫人却对生活充满了热忱。她热衷于举办派对，因为她想让人们聚集到一起并创造欢乐。她的魅力源自于对“生活的乐趣”（joie de vivre）的感受。她将史密斯的自杀诠释为对生命的热爱；当意识到自己的婚姻不过场闹剧时，她的情绪也丝毫不受影响。

### 心理疾病
蒂默斯·史密斯是一个饱受战争心理创伤的一战英雄，接受精神病及抑郁症的治疗。作者将他的病情恶化并导致自杀归责于医师的态度：医生武断地鉴定他的心理状况，只对他的妻子（而不是病人本人）说话，拒绝给病人机会坦言真实感受。吳爾芙曾患躁郁症（bipolar disorder），她的状况与史密斯有一定的相似之处（都曾幻觉鸟用希腊语歌唱，吳爾芙也曾试图跳楼自尽）。吳爾芙最终在59岁时投河自尽。

## 其他
主人公的性格特征可能来源于作者的一位朋友奧托琳·莫瑞爾（Ottoline Morrell）女士。
在1997年，取材於本书的同名电影由荷兰女导演瑪琳·戈瑞斯（Maleen Gorris）搬上银幕。其中达洛维夫人由凡妮莎·蕾格烈芙（Vanessa Redgrave）扮演。